# 上谷暢宏
上谷 暢宏（うえたに のぶひろ、1989年5月15日 - ）は、兵庫県出身のサッカー選手。ポジションはFW。

## プロフィール
ヴィッセル神戸ユース時代には3年連続で日本クラブユース大会に出場。その活躍が認められ、2007年にはU-18代表候補にも選ばれた。2008年から神戸のトップチームに昇格。2シーズン在籍したが公式戦出場はなく、2010年からはアルビレックス新潟シンガポールへ移籍。2010年6月1日付でアルビレックス新潟シンガポールを退団した。
2013年より三重県サッカーリーグのヴィアティン桑名でプレー。2014年に退団した。
FWに必要な要素を兼ね備えた万能型。特に、瞬時にトップスピードに乗る俊足が持ち味である。

## 所属クラブ
- 龍野FC（太子町立斑鳩小学校）
- 2002年 - 2004年 ヴィッセル神戸ジュニアユース（太子町立太子西中学校）
- 2005年 - 2007年 ヴィッセル神戸ユース（神戸国際大学附属高等学校）
- 2008年 - 2009年  ヴィッセル神戸
- 2010年 - 2010年6月  アルビレックス新潟シンガポール
- 2013年 - 2014年  ヴィアティン桑名

## 個人成績
| 国内大会個人成績 | 国内大会個人成績 | 国内大会個人成績 | 国内大会個人成績 | 国内大会個人成績 | 国内大会個人成績 | 国内大会個人成績 | 国内大会個人成績 | 国内大会個人成績 | 国内大会個人成績 | 国内大会個人成績 | 国内大会個人成績 |
| 年度             | クラブ           | 背番号           | リーグ           | リーグ戦         | リーグ戦         | リーグ杯         | リーグ杯         | オープン杯       | オープン杯       | 期間通算         | 期間通算         |
| 年度             | クラブ           | 背番号           | リーグ           | 出場             | 得点             | 出場             | 得点             | 出場             | 得点             | 出場             | 得点             |
| 日本             | 日本             | 日本             | 日本             | リーグ戦         | リーグ戦         | リーグ杯         | リーグ杯         | 天皇杯           | 天皇杯           | 期間通算         | 期間通算         |
| ---------------- | ---------------- | ---------------- | ---------------- | ---------------- | ---------------- | ---------------- | ---------------- | ---------------- | ---------------- | ---------------- | ---------------- |
| 2008             | 神戸             | 37               | J1               | 0                | 0                | 0                | 0                | 0                | 0                | 0                | 0                |
| 2009             | 神戸             | 32               | J1               | 0                | 0                | 0                | 0                | 0                | 0                | 0                | 0                |
| シンガポール     | シンガポール     | シンガポール     | シンガポール     | リーグ戦         | リーグ戦         | リーグ杯         | リーグ杯         | シンガポール杯   | シンガポール杯   | 期間通算         | 期間通算         |
| 2010             | 新潟S            | 7                | S                | 12               | 1                | 1                | 0                | -                | -                | 13               | 1                |
| 日本             | 日本             | 日本             | 日本             | リーグ戦         | リーグ戦         | リーグ杯         | リーグ杯         | 天皇杯           | 天皇杯           | 期間通算         | 期間通算         |
| 2013             | 桑名             | 23               | 三重県2部        |                  |                  | -                | -                |                  |                  |                  |                  |
| 通算             | 日本             | 日本             | J1               | 0                | 0                | 0                | 0                | 0                | 0                | 0                | 0                |
| 通算             | シンガポール     | シンガポール     | S                | 12               | 1                | 1                | 0                | -                | -                | 13               | 1                |
| 通算             | 日本             | 日本             | 三重県2部        |                  |                  | -                | -                |                  |                  |                  |                  |
| 総通算           | 総通算           | 総通算           | 総通算           | 12               | 1                | 1                | 0                | 0                | 0                | 13               | 1                |

## 代表歴
- U-18日本代表候補（2007年6月）